# بيلي إيرل ماكليلاند
بيلي إيرل ماكليلاند (بالإنجليزية: Billy Earl McClelland)‏ هو عازف قيثارة وموسيقي أمريكي، ولد في 1950.